# Komenský (časopis)
Komenský je nejstarším pravidelně vydávaným pedagogickým časopisem v České republice. Roku 1992 se Pedagogická fakulta Masarykovy univerzity v Brně stala jeho vydavatelem. Periodikum je určeno jednak učitelům základních škol, studentům učitelství, sociální a speciální pedagogiky, ale i široké veřejnosti se zájmem o problematiku vzdělávání. Obsahuje odborné články, náměty a zkušenosti z praxe, glosy, reportáže ze školního prostředí a recenze odborné literatury či zahraničních článků. Orientuje se na moderní výchovně-vzdělávací trendy, inovativní přístupy ve školní praxi, alternativní školy, problematiku integrativní pedagogiky s ohledem na evropské tendence v těchto oblastech. Vytváří platformu pro diskusi široké veřejnosti k současným problémům české školy.

## Historie
Časopis Komenský založil roku 1873 v Olomouci moravský středoškolský učitel, etnograf a spisovatel Jan Havelka. Články byly cenné v kruhu moravských učitelů zejména pro poučnost a národní uvědomění. Zakladatel přispíval množstvím vlastních mezioborových textů, například z oblasti pedagogiky, historie, archeologie a zeměpisu. Publikoval taktéž pod pseudonymy Lomnický, Hrubý, Hájenský či Loštický.
Od roku 1992 je vydavatelem tohoto časopisu Pedagogická fakulta Masarykovy univerzity v Brně. Kompletní řadu periodik Komenský archivují v Muzeu Komenského v Přerově, kde se nacházejí i další významné pedagogické časopisy: Přítel mládeže (1823–1848), Posel z Budče (1848–1851, 1870–1909), Škola života (1855–1889), Učitelské listy (1867–1888) a Učitelské noviny (od 1893).

## Inspirační zdroj J. A. Komenský
Jan Amos Komenský (28. 3. 1592 – 15. 11. 1670) coby významný spisovatel pobělohorské emigrace, filosof a poslední biskup Jednoty bratrské je klíčovým inspiračním zdrojem časopisu. Jelikož se jedná o autora mnoha pedagogických spisů, z nichž všeobecně známé jsou Velká didaktika (1657), Informatorium školy mateřské (1630), Brána jazyků otevřená (1631), Svět v obrazech (1658), Divadlo světa, Škola hrou (1654), Sebrané pedagogické spisy (1657–1658), vychází časopis dodnes z jeho filozofie a tradice. 

## Tematický a obsahový vývoj časopisu
Témata reflektující problémy dané doby se dají identifikovat napříč historií časopisu. S tím souvisejí i jazykové a grafické proměny od černobílých nákresů po fotografie. V počátcích periodika apelují články na morální výchovu žáků. Od padesátých let lze vysledovat značnou ideologickou stopu a současný trend koresponduje se synkrezí kurikulárních témat. Setkáváme se zde s texty zaměřenými na environmentální výchovu, recyklování, rozvoj čtenářské gramotnosti apod.
Jádro časopisu je stálé – klade důraz na rozvoj osobnosti učitele a zkvalitňování a zefektivnění výuky. Zároveň aktuálně reaguje na potřeby dané doby. V proměnách času nejvíce prostoru věnoval pedagogickým a didaktickým tématům. Docházelo povětšinou pouze ke změnám v názvu rubrik.

## Formát časopisu a jeho vydávání
Formát časopisu se od jeho založení nezměnil, jedná se o formát B. Variabilní proměnnou je však titulní strana. Od roku 1925 neobsahuje jméno vydavatele. Periodické vydávání se měnilo v průběhu let od týdeníku (1895), přes měsíčník k současnému čtvrtletníku (od roku 2012).